# Guy Ritchie
Guy Stuart Ritchie (Hatfield, 10 september 1968) is een Brits scenarioschrijver en filmmaker.

## Jeugdjaren
Ritchie is geboren in Hatfield, als tweede kind van Amber (née Parkinson) en John Vivian Ritchie. Ritchie is dyslectisch. Hij werd op 15-jarige leeftijd geschorst van Stanbridge Earls School, een van de meest prominente instellingen die gespecialiseerd zijn in dyslexie in het Verenigd Koninkrijk. Ritchie beweerde dat dit kwam doordat hij drugs gebruikte op school, maar zijn vader verklaarde later dat hij veel spijbelde en "een meisje vermaakte" in zijn kamer. Hierna ging hij naar school op de Sibford School.
Naast zijn oudere zus, Tabitha, een dans-instructeur, heeft Ritchie een halfbroer, Kevin Bayton. Ritchies moeder baarde Bayton in haar tienerjaren en gaf hem op voor adoptie.

## Carrière

### Regisseur
Ritchie regisseerde een 20 minuten durende korte film in 1995, getiteld The Hard Case. Zijn eerste volledige film was Lock, Stock and Two Smoking Barrels in 1998. De film werd in het algemeen positief ontvangen. Hij ontmoette Madonna tijdens de productie van het soundtrackalbum voor de film, die uitgebracht werd door Maverick Records, het muzieklabel van Madonna. Tevens introduceerde de film Jason Statham (The Transporter) en voetbalspeler Vinnie Jones (die via deze film begon aan zijn acteercarrière) aan een wereldwijd publiek. In 2000 ontving Ritchie een Edgar Award van de Mystery Writers of America voor Best Motion Picture Screenplay.
Zijn tweede film, Snatch, werd uitgebracht in 2000. De cast bevatte grote namen, waaronder Brad Pitt, Benicio del Toro en Dennis Farina, samen met de terugkeer van Vinnie Jones en Statham.

## Privé
Ritchie was van 2000 tot en met 2008 getrouwd met de Amerikaanse zangeres Madonna, met wie hij twee zonen heeft. Sinds 2010 is hij samen met het Engelse model Jacqui Ainsley. Ze hebben samen een zoon en een dochter. Ritchie is een bedreven vechtsporter in onder andere judo, karate en Braziliaans jiujitsu.

## Filmografie
| Jaar | Film                                  | Opmerkingen                    | Functie   | Functie   | Functie           |
| ---- | ------------------------------------- | ------------------------------ | --------- | --------- | ----------------- |
| 1995 | The Hard Case                         | Korte film                     | Regisseur |           | Scenarioschrijver |
| 1998 | Lock, Stock and Two Smoking Barrels   | Filmdebuut                     | Regisseur |           | Scenarioschrijver |
| 2000 | Snatch                                |                                | Regisseur |           | Scenarioschrijver |
| 2001 | The Hire: Star                        | Commercial voor BMW            | Regisseur |           |                   |
| 2002 | Swept Away                            | Met Madonna                    | Regisseur |           | Scenarioschrijver |
| 2005 | Revolver                              |                                | Regisseur |           | Scenarioschrijver |
| 2007 | Suspect                               | Televisiefilm                  | Regisseur |           |                   |
| 2008 | RocknRolla                            |                                | Regisseur | Producent | Scenarioschrijver |
| 2009 | Sherlock Holmes                       |                                | Regisseur |           |                   |
| 2011 | Sherlock Holmes: A Game of Shadows    |                                | Regisseur |           |                   |
| 2015 | The Man from U.N.C.L.E.               |                                | Regisseur | Producent | Scenarioschrijver |
| 2017 | King Arthur: Legend of the Sword      |                                | Regisseur | Producent | Scenarioschrijver |
| 2019 | Aladdin                               |                                | Regisseur |           | Scenarioschrijver |
| 2019 | The Gentlemen                         |                                | Regisseur | Producent | Scenarioschrijver |
| 2021 | Wrath of Man                          | Alternatieve titel: Cash Truck | Regisseur | Producent | Scenarioschrijver |
| 2023 | Operation Fortune: Ruse de Guerre     |                                | Regisseur |           | Scenarioschrijver |
| 2023 | Guy Ritchie's The Covenant            |                                | Regisseur | Producent | Scenarioschrijver |
| 2024 | The Ministry of Ungentlemanly Warfare |                                | Regisseur | Producent | Scenarioschrijver |